# Düzköy (district)
Düzköy is een Turks district in de provincie Trabzon en telt 16.150 inwoners (2007). Het district heeft een oppervlakte van 88,4 km². Hoofdplaats is Düzköy. In het dorpje Kusköy, waarvan de naam letterlijk 'vogeldorp' betekent, wordt een zeer zeldzame taal gefloten.De Hellenistische schrijver Xenophon bemerkte 25 eeuwen geleden op zijn reis langs het gebied al op dat er in de bergen ten zuiden van Trabzon fluitend werd gecommuniceerd. De fluittaal is bedreigd met uitsterven wegens het verschijnen van telefoonmasten in het bergachtige district.
De bevolkingsontwikkeling van het district is weergegeven in onderstaande tabel.
| 1997   | 2000   | 2007   |
| ------ | ------ | ------ |
| 23.680 | 24.892 | 16.150 |